# لويجي جانا
لويجي جانا (بالإيطالية: Luigi Ganna)‏ مواليد 1 ديسمبر 1883 في إيطاليا - الوفاة 2 أكتوبر 1957، كان دراج إيطالي في صنف سباق الدراجات على الطريق.

## سجل النتائج

### سباقات أو مراحل فاز بها
- طواف إيطاليا

## روابط خارجية
- لويجي جانا على موقع أرشيف الدراجات (الإنجليزية)
- لويجي جانا على موقع إحصائيات الدراجات الإحترافية (الإنجليزية)
- لويجي جانا على موقع CycleBase (الإنجليزية)
- "Luigi Ganna". Cycling Archives. مؤرشف من الأصل في 2019-03-06. اطلع عليه بتاريخ 2014-06-01.